# Centro Universitário Católica do Tocantins
O Centro Universitário Católica do Tocantins (UniCatólica) é uma instituição de ensino superior particular brasileira com sede no município de Palmas, no estado do Tocantins. Foi criado como Faculdade Católica do Tocantins (FACTO) em 1999, cuja denominação foi alterada posteriormente para Universidade Católica do Tocantins e a sigla para CatólicaTO. Em 2019, a instituição foi reconhecida como centro universitário e a sigla mudou para UniCatólica.
Segundo informações de 2019, a UniCatólica disponibilizava cursos de graduação nas áreas de ciências agrárias, ambientais, sociais e aplicadas, além de pós-graduação, e possuía cerca de 300 funcionários. No mesmo ano, tinha a União Brasileira de Educação Católica (UBEC) como mantenedora.

## História
Foi criada dia 25 de novembro de 1999, pela 56ª Assembleia Geral da então União Brasiliense de Educação e Cultura (UBEC). Em Reunião Extraordinária da Diretoria da UBEC, em 04 de abril 2002, nomeou provisoriamente, como diretora geral, a professora Débora Pinto Niquini, como vice-diretor Administrativo, o professor José Cardoso de Sousa, como vice-diretor de Planejamento e Desenvolvimento, o professor Bruno de Azevedo Costa e como vice-diretor de Ensino, Pesquisa e Extensão, o professor padre Duile de Assis Castro. Nos dias 16 e 17 de dezembro de 2002, foram nomeados, em definitivo, respectivamente, como diretor geral e vice-diretor administrativo, o professor Luiz Antonio Hunold de Oliveira Damas, e o professor Rocco Procida.
Foi credenciada pelo Ministério da Educação – MEC pela Portaria nº 1.650 de 30 de junho de 2003, recredenciada pela Portaria 1.432 de 07 de outubro de 2011, e em 31 de maio de 2019, pela Portaria 1.059, foi credenciada como Centro Universitário Católica do Tocantins.
A Católica do Tocantins foi concebida com a finalidade de “ministrar Ensino Superior, atuar para o desenvolvimento da pessoa humana e da sociedade, promover a educação integral de docentes, profissionais da educação e outros profissionais, comprometendo-se com a qualidade e os valores éticos e cristãos”.
Seu primeiro vestibular aconteceu no primeiro semestre de 2003, dando-se início ao curso de Administração de Empresas e Normal Superior. Sua primeira sede foi no Colégio Marista de Palmas, localizado na quadra ARSE 14, onde teve suas atividades iniciadas no dia 06 de março de 2003.
Em maio de 2004, num terreno de 103.000 m², da Avenida Teotônio Segurado, iniciou uma obra de 6.089 m² de sua primeira unidade. A inauguração da obra ocorreu em 25 de fevereiro de 2005. Neste mesmo mês e ano, com o quinto processo seletivo, foram incorporados à instituição os bacharelados em Sistemas da Informação e Ciências Contábeis.
O ano de 2006 foi marcado pelo início do bacharelado em Direito e pelo início de novas obras, um complexo de 5.961,28 m², numa área de 500.000 m², no Loteamento Coqueirinho, na Rodovia TO-050. Consolidou-se, assim, a unidade II da Católica do Tocantins, que foi inaugurada no dia 10 de fevereiro de 2007. Nessa mesma data, começaram as atividades dos bacharelados em Agronomia e Zootecnia. No segundo semestre do ano de 2007, iniciou-se o Curso Superior de Tecnologia em Gestão Ambiental.
O ano de 2011 foi dedicado às Engenharias. No primeiro semestre, a instituição ofereceu o bacharelado em Engenharia Elétrica e, no segundo, o bacharelado em Engenharia Civil e em Engenharia da Produção. Além disso, no mesmo ano foi ampliado o prédio da unidade I, em mais 1.549,72m². No segundo semestre de 2012 foi ofertado o curso de Engenharia Ambiental e Sanitária.
Sensível ao seu contexto social e suas demandas por profissionais preparados no nível de pós-graduação e atenta à necessidade de elevar o grau de sua proposta educacional, a Católica do Tocantins, ao longo dos anos de 2007 a 2019, ofereceu mais de 20 cursos de pós-graduação lato sensu e MBA’s.
Na busca por responder à necessidade de preparação dos talentos institucionais e da sociedade, no ano de 2012, iniciou o procedimento de implantação de seu primeiro Doutorado Interinstitucional em parceria com a Pontifícia Universidade de Minas Gerais – PUCMINAS, com projeto aprovado pela CAPES e efetivado em 2013.
No ano de 2015, o Conselho de Ensino Pesquisa e Extensão (CEPE) aprovou a estrutura de suas Escolas. Assim, a partir do segundo semestre de 2015, a Católica passou a contar com três Escolas, a saber: Centro Superior de Ciências Sociais Aplicadas, com os cursos de Administração, Ciências Contábeis e Direito; Centro Superior Politécnico com os cursos de Sistemas de Informação, Engenharia Elétrica, Engenharia Civil, Engenharia de Produção e Engenharia Ambiental e Sanitária, todos no turno noturno. Centro Superior de Ciências Agrárias e Ambientais com os cursos de: Agronomia, Curso Superior de Tecnologia em Gestão Ambiental e Zootecnia, no turno noturno e Medicina Veterinária, lançado em 2014, curso com oferta em tempo Integral.
Em 2016, foi autorizada a ofertar o curso de Arquitetura e Urbanismo, que se configura como mais um curso do Centro Superior Politécnico.
Em setembro de 2018, a Católica do Tocantins recebeu o conceito máximo do recredenciamento do Ministério da Educação (MEC), nota 5, após uma rigorosa avaliação, in loco, feita dos dias 28 a 31 de agosto do mesmo ano. E tornou-se centro universitário no dia 31 de maio de 2019.
Em 2019, o UniCatólica celebra o vigésimo aniversário no mesmo ano que recebe o credenciamento de Centro Universitário, com 3 novos cursos: Engenharia de Software, Pedagogia e Recursos Humanos. No aspecto da gestão, a instituição passa a ter prerrogativas de autonomia; podendo criar cursos, ampliar e reduzir vagas, a partir das decisões colegiadas do Próprio Centro. Isto pode impactar diretamente a vida do acadêmico e da sociedade local em geral, que passa a ter respostas mais rápidas de suas expectativas.
Atualmente, o Centro Universitário Católica do Tocantins conta com 14 cursos de graduação e mais de 29.000 m² de área construída, distribuídas em salas de aula, laboratórios, capelas, bibliotecas, áreas experimentais, núcleo de prática contábeis e jurídicas e uma clínica veterinária.